# Ramón Fumadó
Ramón Antonio Fumadó Rodríguez (Caracas, 28 dicembre 1981) è un tuffatore venezuelano, specializzato nel trampolino. Ha vinto la medaglia d'oro ai campionati sudamericani di San Paolo 2008 nel trampolino 1 metro e nel sincro 3 metri. Ha rappresentato il Venezuela a tre edizioni consecutive dei Giochi olimpici estivi: Sydney 2000, Atene 2004 e Pechino 2008, classificandosi rispettivamente al ventottesimo, diciassettesimo e ventunesimo posto nel trampolino 3 metri.

## Palmarès
- Campionati sudamericani

San Paolo 2008: oro nel trampolino 1 m; oro nel sincro 3 m;